# 1978–1979-es osztrák labdarúgó-bajnokság (első osztály)
Az 1978–1979-es osztrák labdarúgó-bajnokság az osztrák labdarúgó-bajnokság legmagasabb osztályának hatvannyolcadik alkalommal megrendezett bajnoki éve volt. 
A pontvadászat 10 csapat részvételével zajlott. A bajnokságot az Austria Wien csapata nyerte.  

## A bajnokság végeredménye
| #  | Csapat              | M  | Gy | D  | V  | RG | KG | P  |
| -- | ------------------- | -- | -- | -- | -- | -- | -- | -- |
| 1  | FK Austria Wien     | 36 | 25 | 5  | 6  | 88 | 44 | 55 |
| 2  | Wiener SC           | 36 | 15 | 11 | 6  | 71 | 54 | 41 |
| 3  | SK Rapid Wien       | 36 | 13 | 13 | 10 | 52 | 42 | 39 |
| 4  | SK Sturm Graz       | 36 | 14 | 9  | 13 | 43 | 50 | 37 |
| 5  | SK VÖEST Linz       | 36 | 11 | 14 | 11 | 41 | 44 | 36 |
| 6  | SV Austria Salzburg | 36 | 13 | 10 | 13 | 38 | 53 | 36 |
| 7  | Admira Wacker       | 36 | 13 | 8  | 15 | 42 | 43 | 34 |
| 8  | First Vienna FC     | 36 | 9  | 11 | 16 | 48 | 62 | 29 |
| 9  | Grazer AK           | 36 | 7  | 15 | 14 | 36 | 53 | 29 |
| 10 | Wacker Innsbruck    | 36 | 8  | 8  | 20 | 41 | 55 | 24 |

- Az Austria Wien az 1978-79-es szezon bajnoka.
- Az Austria Wien részt vett az 1979–80-as bajnokcsapatok Európa-kupájában.
- A Wacker Innsbruck részt vett az 1979–80-as kupagyőztesek Európa-kupájában.
- A Wiener SC és a Rapid Wien részt vett az 1979–80-as UEFA-kupában.
- A Wacker Innsbruck kiesett a másodosztályba (Erste Liga).